# Exámenes de la función tiroidea
Los exámenes de la función tiroidea (TFTs) son un término colectivo para los análisis de sangre usados para comprobar la función de la tiroides.
El TFT puede ser solicitado si se piensa que un paciente sufre de hipertiroidismo o hipotiroidismo, o para monitorear tanto la supresión de la tiroides como la terapia de reemplazo hormonal. También es solicitado a veces en determinadas enfermedades que pueden asociarse a enfermedad de tiroides, tal como la fibrilación auricular.

## Ejemplos
- determinación de Tirotropina (TSH)
- determinación de tiroxina libre
- determinación de triyodotironina libre
- SPINA-GT[1]
- SPINA-GD[1]